# Geluidsbarrière

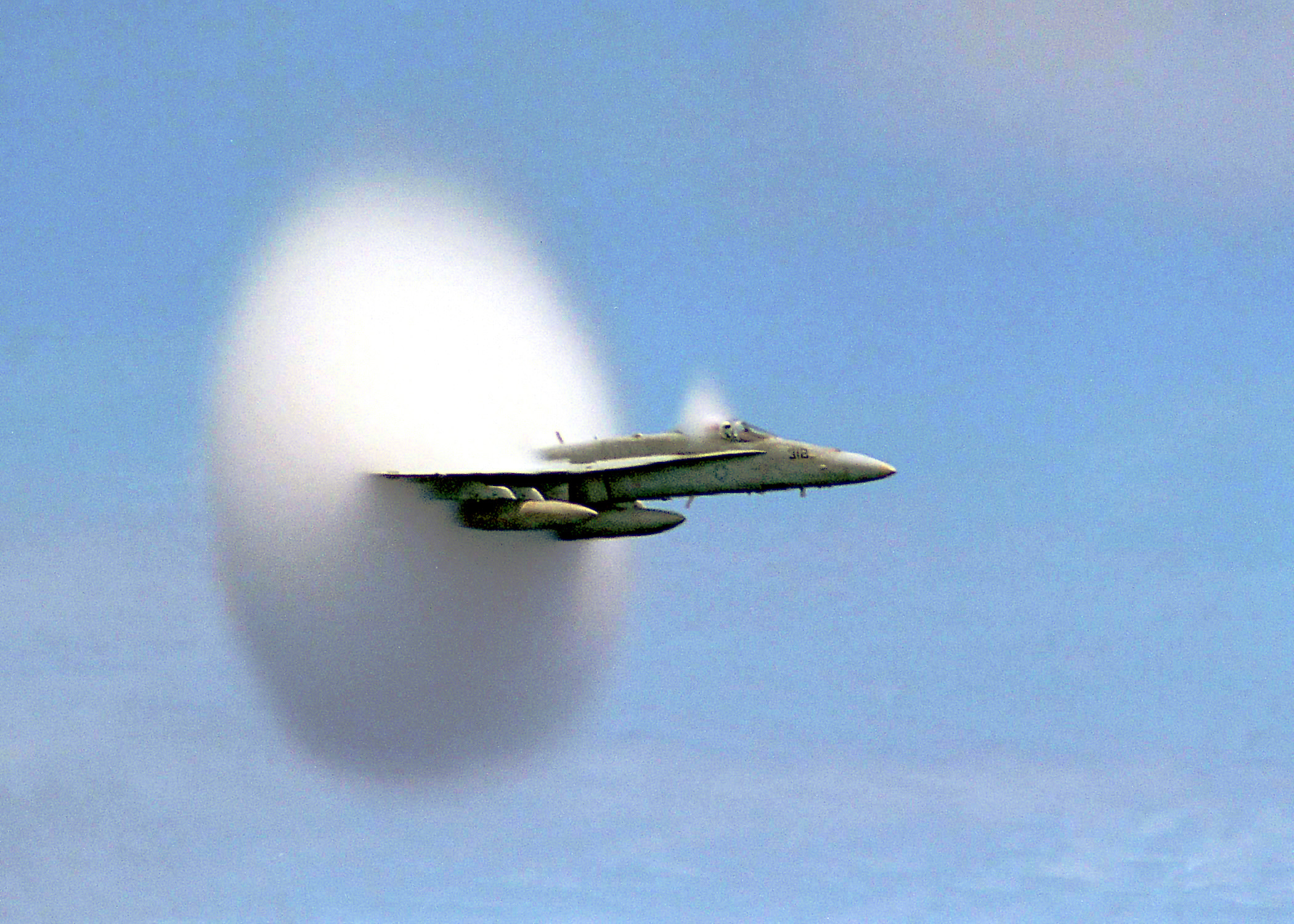
F-18 Hornet met transsonische snelheid. De kegelvormige wolk ontstaat door condensatie van waterdruppeltjes in de zone van lagere druk en temperatuur achter de vleugel

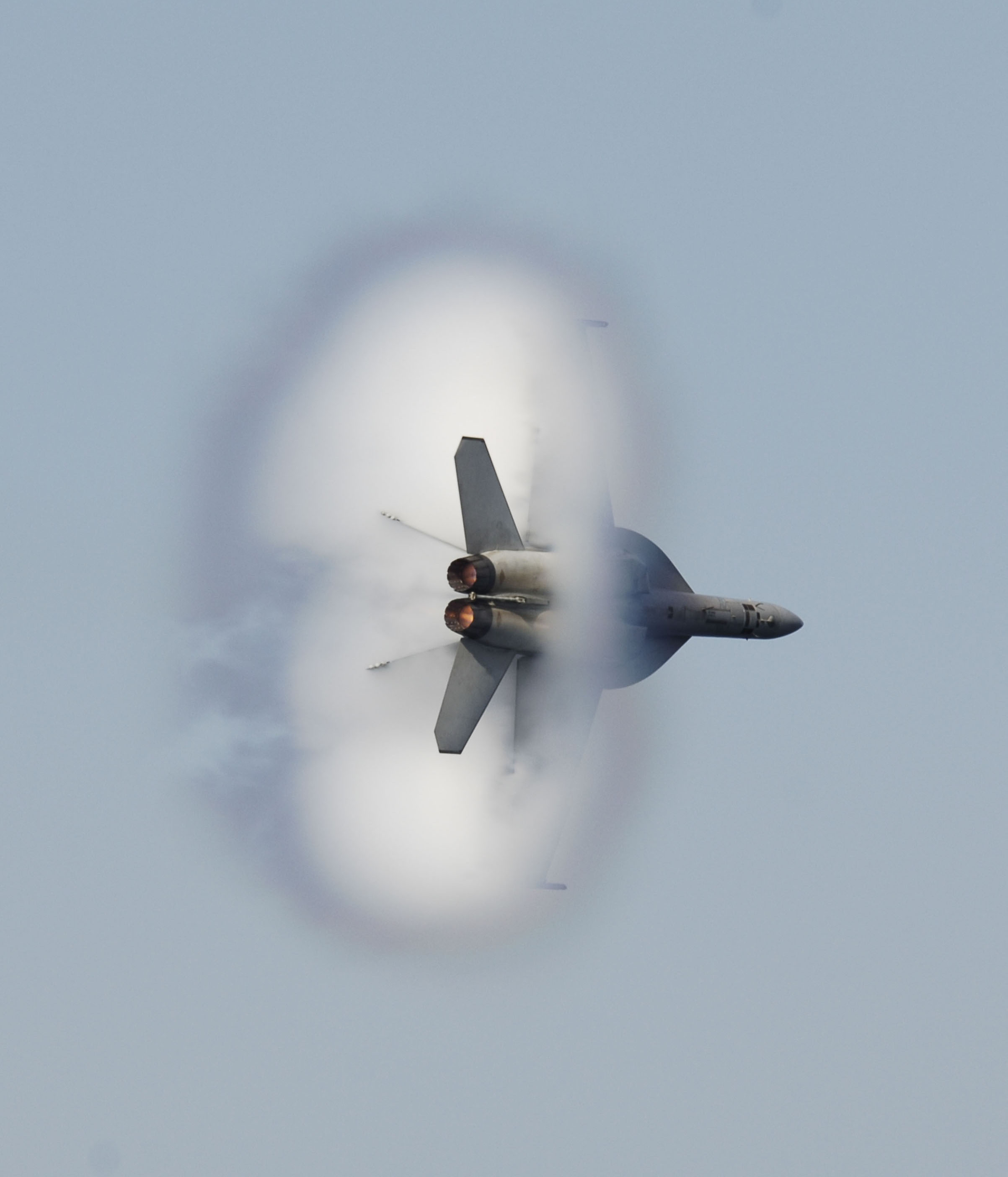
F-18 met transsonische snelheid

In de luchtvaart is de geluidsbarrière een golffront dat zich opbouwt vóór een vliegtuig dat met een snelheid gelijk aan of groter dan de geluidssnelheid vliegt. Dat front beweegt zich - net als elke drukverstoring in de lucht - met de geluidssnelheid voort. Als het vliegtuig sneller vliegt dan het geluid (dus supersonisch), krijgt dit golffront een kegelvorm, dat bij het passeren wordt waargenomen als een luide knal. Het is dus niet zo dat de knal hoorbaar is op het moment dat een vliegtuig (of ander voorwerp) versnelt tot boven de geluidssnelheid.
In de jaren voordat men erin geslaagd was om sneller dan het geluid te vliegen, verkeerden sommige wetenschappers in de overtuiging dat de druk in het golffront zo groot zou worden dat een vliegtuig zich erop te pletter zou vliegen wanneer het probeerde het golffront in te halen (dus sneller dan het geluid te vliegen). Hierdoor is de benaming geluidsmuur of geluidsbarrière ontstaan.

## Geschiedenis
Op 14 oktober 1947 doorbrak de Amerikaan Chuck Yeager in een X-1 raketvliegtuig als eerste deze geluidsbarrière (de raket was niet vanaf de grond gelanceerd, maar door een vliegtuig omhoog gebracht). Met een effectievere stroomlijning bleek de geluidsbarrière niet zo onneembaar te zijn als tot dan toe wel werd gedacht.
Uit de Tweede Wereldoorlog zijn gevallen bekend van de Duitse Messerschmitt Me 262, een jachtvliegtuig met twee straalmotoren, waaruit blijkt dat dit toestel in duikvluchten ook de geluidssnelheid kon overschrijden. Er bestaat hierover een bericht van een toenmalige piloot, Dr. Hans Guido Mutke. Analyses hierover zijn gepubliceerd naar aanleiding van een Duits-Amerikaans congres over 60 jaar straalvliegtuigen bij het Deutsches Zentrum für Luft- und Raumfahrt. Mutke beweert dat hij op 9 april 1945 nabij Innsbruck door de geluidsmuur is gegaan met zijn Me-262, maar sluit niet uit dat het ook andere Duitse piloten van deze machine is overkomen.
Op 16 augustus 1960 haalde de Amerikaanse luchtmachtpiloot Joseph Kittinger tijdens een vrije val een snelheid van 988 kilometer per uur na een sprong vanaf een hoogte van 31.332 meter vanuit een platform onder een heliumballon. Daarbij brak hij nét niet de geluidsbarrière. Sindsdien hebben diverse mensen, waaronder Michel Fournier en Felix Baumgartner pogingen voorbereid of gedaan om met een speciaal pak vanaf een grotere hoogte te springen dan die van waarvandaan Kittinger sprong (genoemd worden hoogtes van 36 tot 40 km), waarbij het doel is om de eerste parachutist te worden die de geluidsbarrière doorbreekt. Op 14 oktober 2012, precies 65 jaar nadat de eerste mens in een vliegtuig de geluidsbarrière doorbrak, slaagde Felix Baumgartner erin als eerste parachutist de geluidsbarrière te doorbreken. Hij sprong vanaf een hoogte van ongeveer 39 km en bereikte een snelheid van 1357 km/u (Mach 1,25).

## Werking

### Drukverstoring
Voor een ideaal gas is de snelheid van het geluid alleen afhankelijk van de temperatuur, maar in de lucht is hij ook afhankelijk van de druk en de aard van de middenstof.
Dit valt te verklaren op moleculair vlak: als een geluidsbron een geluid uitzendt, is dit een drukverstoring in de lucht. Er komt bewegingsenergie vrij uit de geluidsbron en deze wordt deels overgedragen aan nabije moleculen. Ten gevolge van onderlinge botsingen tussen moleculen wordt de bewegingsenergie verder verspreid. Hoe meer energie de golf bevat, hoe sterker het geluid. Bij een hogere temperatuur hebben de moleculen al een hogere kinetische energie, met andere woorden ze bewegen sneller en hebben dus meer kans op botsingen die ook harder zijn waarbij energie onderling wordt uitgewisseld. In vaste stoffen plant geluid zich ook sneller voort, omdat de moleculen daar dichter op elkaar zitten en dus ook weer sneller onderling energie uitwisselen. De energie van een geluidsgolf wordt dus voortgezet door de botsingen van moleculen in de middenstof.

### Vliegtuig
Als een vliegtuig beweegt, zal het een geluid produceren (door de turbulentie en de luchtweerstand), maar telkens op een andere plaats. Door het dopplereffect is de waargenomen toonhoogte vóór het vliegtuig hoger dan erachter. Als het vliegtuig de geluidssnelheid van onderaf nadert, zal de afstand tussen de geluidsgolven vóór het vliegtuig steeds kleiner worden. De golven volgen steeds dichter op elkaar, doordat het vliegtuig steeds sneller vooruit gaat. Bij het bereiken van de geluidssnelheid smelten de geluidsgolven vóór het vliegtuig samen tot één golffront. Dit golffront heeft een zeer hoge energiedichtheid en druk doordat de energierijke moleculen in de samengeperste lucht allemaal samenvallen in één punt aan de neus van het vliegtuig. Als het vliegtuig de geluidssnelheid bereikt, overlappen de geluidsgolven elkaar en ontstaat er een geluidsgolf met een zeer grote amplitude: een schokgolf. Vroeger dacht men dat het moeilijk zou zijn de barrière van het geluid te doorbreken en noemde men het de geluidsmuur. De versnelling tot boven de snelheid van het geluid vergt echter niet meer energie dan normaal.

### Door de geluidsbarrière
Is deze "geluidsmuur" eenmaal gepasseerd, doet zich een heel ander fenomeen voor. Het vliegtuig vliegt nu sneller dan de geluidsgolven die het uitzendt. Bij een lagere snelheid veroorzaken die geluidsgolven dat de moleculen rond en vóór het vliegtuig zich ordenen en gemakkelijk langs de neus of vleugels van het vliegtuig passeren. Als de moleculen daarvoor geen tijd hebben, wordt de onvoorbereide lucht plots doorboord met de punt van het vliegtuig, met een weerstandsverhoging tot gevolg.

### Schokgolf
De geluidsgolven worden nu uitgezonden nadat het vliegtuig dat punt gepasseerd is, en komen dus tot stand achter het vliegtuig. Die geluidsgolven vormen een kegelvorm. Aan de raaklijn van deze geluidsgolven ontstaat een schokgolf doordat de lucht daar wordt samengedrukt. Dit is met andere woorden één drukgolf die ontstaat aan de top van het vliegtuig. Dit wordt de kopgolf of het Mach-oppervlak genoemd.

### Knal(len) en condensatie
Een waarnemer zal buiten deze kegel niets horen, maar wanneer het vliegtuig hem gepasseerd is, zal hij alle geluidsgolven tegelijkertijd horen die elkaar overlappen. Doordat het oor geen onderscheid meer kan maken tussen al dat samenvallende geluid, hoort de waarnemer een, soms twee luide knallen als het vliegtuig gepasseerd is. De fysische toestand binnen en buiten de kegel is zeer verschillend. Zo is de totale druk binnenin de kopgolf veel lager waardoor er soms een spectaculaire condensatiewolk ontstaat. Dit verschijnsel ontstaat door adiabatische expansie en wordt een Prandtl-Glauert singulariteit genoemd. Doordat de drukverlaging zo snel optreedt dat er geen warmte-uitwisseling plaats kan vinden, daalt de temperatuur van de lucht achter het vliegtuig. Dit gebeurt zo sterk dat de waterdamp in de lucht condenseert en zichtbare waterdruppeltjes (in de vorm van een wolk) vormt. Het oppervlak waarover de waterdamp ontstaat, visualiseert de vorm van de omwentelingskegel. Op de plaats waar de druk het meest daalt, is de wolk het best te zien. Dit is meestal achter de vleugels.

## Drukgolven
Als een voorwerp sneller gaat dan het geluid, kunnen de drukgolven die het voorwerp veroorzaakt, niet meer van het voorwerp vandaan lopen. De drukgolven zijn dan namelijk langzamer dan het voorwerp. "Langzamer" betekent hier ongeveer 1200 km/h op zeeniveau. Op vlieghoogte is de snelheid van het geluid ongeveer 10% lager. Gaat het om een vliegtuig, dan blijven de veroorzaakte geluidsgolven achter het vliegtuig aanlopen. Het vliegt dan aan de top van een kegelvormige schokgolf. De belangrijkste schokgolf wordt gemaakt door de neus van het vliegtuig. Kleinere schokgolven komen door andere discontinuïteiten van de vliegtuigromp.

## Kegelvormige schokgolf
Anders uitgelegd: een lichaam dat door de lucht beweegt, drukt de lucht opzij. Kleine verstoringen van de lucht planten zich voort met de geluidssnelheid. Verstoringen vanaf een langzaam bewegend lichaam verspreiden zich in cirkels, net zoals de golfjes die ontstaan als er een steen in het water gegooid is (zie principe van Huygens). Als het lichaam snel beweegt, liggen deze cirkels dichter bij elkaar in de richting van de beweging. Als het lichaam supersonisch beweegt, gaan de cirkels elkaar overlappen. De omhullende van al die cirkels vormt dan een kegel. De tophoek van die kegel wordt bepaald door de snelheid, hoe sneller het lichaam, hoe smaller de tophoek. Ook dit is te zien in water: een snel zwemmende eend, of een boot, laat ook een zog achter zich met een scherpe tophoek (dit wordt overigens door een ander effect veroorzaakt en heeft te maken met de waterdiepte). Het bestaan van deze kegel is ontdekt door Ernst Mach in de negentiende eeuw aan de hand van observaties van projectielen. De snelheid van een vliegtuig kan worden uitgedrukt in het Mach-getal. Mach 2 is bijvoorbeeld twee keer zo snel als de geluidssnelheid.

## Trivia
- Het "knallen" van een zweep ontstaat doordat het uiteinde zo snel beweegt dat het door de geluidsbarrière gaat.